# جوجو چان
جوجو چان (انگلیسی: JuJu Chan؛ زادهٔ ۲ فوریهٔ ۱۹۸۹) بازیگر، رقصنده، خواننده، مانکن، و تکواندوکار هنگ‌کنگی‌الاصل اهل ایالات متحده آمریکا است. وی از سن ۱۰ سالگی به یادگیری هنرهای رزمی مختلف پرداخت. طرفدارانش او را «بروس لی مؤنث» می‌نامیدند. وی دانش‌آموختۀ علوم کامپیوتر (در مقطع کارشناسی) در دانشگاه سان فرانسیسکو است و کارشناسی ارشد خود را از مدرسه هنر تیش دریافت کرد.
از فیلم‌ها یا برنامه‌های تلویزیونی که وی در آن نقش داشته‌است، می‌توان به ببر خیزان، اژدهای پنهان: شمشیر سرنوشت و مبارزه یا پرواز اشاره کرد.